# Nicolas Sachy
Nicolas Sachy est un footballeur français né le 23 octobre 1967 à Dunkerque.

## Biographie
Nicolas Sachy est issu d'une famille de footballeur. Son père, Lionel, était professionnel tout comme son frère Laurent. 
Ce gardien de but évolue dans trois clubs durant sa carrière. Il passe par Dunkerque et Angers, avant de s'installer à Sedan. Il est finaliste de la Coupe de France en 1999 avec le club ardennais. 
Il anime au cours de sa carrière l'émission télévisée Téléfoot. Il est chargé des relations publiques de l'équipe de Sedan (CSSA) de sa retraite sportive en 2002 jusqu'à la relégation en CFA2 du club en 2013.
Depuis octobre 2014, il est le gérant du bar Le rétro situé 3 Rue Irénée Carré à Charleville-Mézières.

## Carrière de joueur
- 1985-1993 :  USL Dunkerque
- 1993-1996 :  SCO Angers
- 1996-2002 :  CS Sedan-Ardennes[2]

## Palmarès
- Finaliste de la Coupe de France en 1999 avec le CS Sedan Ardennes

## Distinctions personnelles
- Élu Sanglier d'or en pour la saison 1999-2000 devant Olivier Quint, Matthieu Verschuère et Pierre Deblock.